# 张征宇
张征宇（1958年—），汉族，中华人民共和国政治人物、第十一届全国政协委员。
加入中国共产党，担任全国工商联常委、北京市工商联副主席。2008年，当选第十一届全国政协委员，代表中华全国工商业联合会，分入第二十二组。并担任人口资源环境委员会专委。